# スディルマン・アーシャド
スディルマン・アーシャド (マレー語: Sudirman bin Haji Arshad、1954年5月25日 - 1992年2月22日）、はマレーシアの歌手、作曲家。1954年にマレーシア、パハン州で生まれた。1970年代から1980年代にかけて、マレーシアの英雄とも呼ばれるほど大きな人気を誇り、その功績は1950年代から1960年代にかけて活躍した「マレーシア音楽の父」P・ラムリーと並んで高く評価されている。P・ラムリーがジャズ～ラテン音楽世代なら、スディルマンはロック世代を代表する歌手だった。伝統歌謡も歌い、英語の曲も日本の歌謡曲を参考にして作られた曲も歌った。ポップでロマンティックな作品を数多く残した。

## ディスコグラフィー
- Teriring Doa (1976)
- Aku Penghiburmu (1978)
- Perasaan (1979)
- Anak Muda (1980)
- Lagu Anak Desa (1980)
- Lagu Dari Kota (1981)
- Twinkle Twinkle Little Star (1981)
- Abadi (1982)
- Lagu Cinta  (1982)
- Images  (1983)
- Lagu Dari Sebuah Bilik  (1984)
- Orang Baru (1984)
- Orang Kampung (1986)
- Kul it! (1986)
- Asia's No. 1 Performer (1989)